# Scoop – Gorący temat
Scoop – Gorący temat (ang. Scoop) – amerykańsko-brytyjska komedia kryminalna z 2006 roku w reżyserii Woody’ego Allena.
Scenariusz filmu został napisany specjalnie dla Scarlett Johansson, która zachwyciła Allena w jego poprzednim filmie Wszystko gra.

## Opis fabuły
Energiczna, amerykańska studentka dziennikarstwa – Sondra, gapowaty magik Sid i czarujący arystokrata Peter. Ich drogi splatają się za sprawą ducha dziennikarza próbującego zza grobu rozwiązać sprawę zagadkowych morderstw w Londynie. Gdy Sondra zakochała się w przedmiocie swojego śledztwa, wszystko stało się jeszcze bardziej skomplikowane.

## Obsada
- Hugh Jackman – Peter Lyman
- Scarlett Johansson – Sondra Pransky
- Ian McShane – Joe Strombel
- Woody Allen – Sid Waterman
- Kevin McNally – Mike Tinsley
- Romola Garai – Vivian
- Fenella Woolgar – Jane Cook